# (25759) 2000 BH30
2000 بي إتش 30 (ويعرف أيضًا باسم (25759) 2000 بي إتش 30 وفق تسمية الكوكب الصغير) (بالإنجليزية: 2000 BH30)‏ هو كويكب ضمن حزام الكويكبات؛ وترتيبه 25759 من حيث الاكتشاف.
اكتُشف هذا الجُرم الفلكي بواسطة وولف بيكل ‏ في 25 يناير 2000.

## وصلات خارجية
- (25759) 2000 BH30 في قاعدة بيانات مختبر الدفع النفاث لأجرام النظام الشمسي الصغيرة

- الاكتشاف · مخطط المدار ·  العناصر المدارية · المعلمات المادية

- (25759) 2000 BH30 على موقع ويكي سكاي: DSS2, SDSS, GALEX, IRAS, Hydrogen α, X-Ray, Astrophoto, Sky Map, Articles and images